# ヴァルソルダ
ヴァルソルダ（伊: Valsolda）は、イタリア共和国ロンバルディア州コモ県にある、人口約1,500人の基礎自治体（コムーネ）。

## 地理

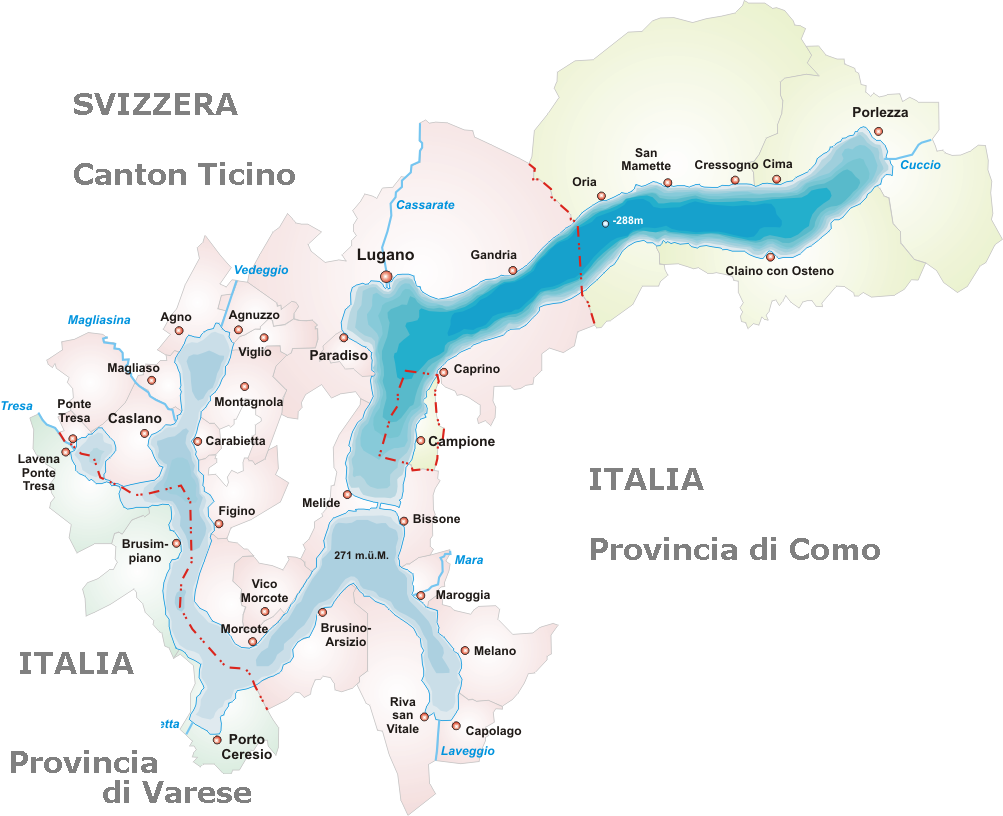
ルガーノ湖と周辺自治体

### 位置・広がり
コモ県北西部、スイスとの国境に位置するコムーネ。町役場のある San Mamete 集落は、ルガーノ（スイス）から東北東へ8km、コモ湖畔のメナッジョから西へ14km、県都コモから北へ24km、州都ミラノから北へ63kmの距離にある。San Mamete をはじめとする主要な集落はルガーノ湖北岸に位置するが、町域はルガーノ湖南岸にも広がる。

#### 隣接コムーネ
隣接するコムーネは以下の通り。CH-TIはスイス・ティチーノ州所属。
| - アルタ・ヴァッレ・インテルヴィ - クライーノ・コノステノ - ルガーノ (CH-TI) - ポルレッツァ - ヴァル・レッツォ |

### 地震分類
イタリアの地震リスク階級 (it) では、4 に分類される
。

## 行政

### 山岳部共同体
広域行政組織である山岳部共同体「ヴァッリ・デル・ラーリオ・エ・デル・チェレージオ山岳部共同体」 (it:Comunità montana Valli del Lario e del Ceresio) （事務所所在地: グラヴェドーナ・エドゥニーティ）を構成するコムーネの一つである。

### 分離集落
ヴァルソルダには、以下の分離集落（フラツィオーネ）がある。
- Albogasio Inferiore, Albogasio Superiore, Castello, Cressogno, Dasio, Drano, Loggio, Oria, Puria, San Mamete (sede comunale), Santa Margherita